# Франческо Соймирович
Франческо (Франьо) Соймирович (Свимирович) е български католически духовник от XVII век.

## Биография
Роден е през 1614 г. в Чипровци.  

## Произход и ранни години
Франческо Соимирович е потомък на стар болярски род. Според два дубровнишки документа от XVII в. „преди тиранията на турците знатната фамилия Соимирович притежава самия Чипровци заедно с крепостта и златните и сребърните мини. А през XVII в. все още владее с. Горна Лука и с. Влашко Село Началното си образование получава в Чипровското училище при Ив. Лилов, а впоследствие учи в Рим. Личните му качества не остават незабелязани в Римската курия и способстват бързото му издигане. През 1637 става помощник на Рафаил Левакович. През 1638 придружава хърватина до родния Чипровци където двамата изработват Устава на българската францисканска кустодия Заедно с Петър Богдан води успешна борба да си възвърнат основания някога от чипровски търговци католически манастир близо до Търговище. През 1641 Соимирович вече е дифинитор и гвардиян (секретар) на Копиловския манастир, в околностите на Чипровци. Скоро след това е назначен за кустос, а също и за главен викарий на Софийската епархия. От това време датира и близкото, и плодотворно сътрудничество на Франческо Соимирович, със Софийския архиепископ Петър Богдан и марцианополския епископ Петър Парчевич.

## Политическа и дипломатическа дейност
Активен помощник на Петър Богдан още в началото на своята църковна и обществена дейност. Владеел турски, влашки, латински, италиански, сръбски и други езици. Франческо Соймирович оставя ръкописа „История на Сърбия“. Също така е изпълнявал важни дипломатически поръчения. През 1647 съпровожда Петър Парчевич , при голямата му мисия във Влашко и Полша, като пратеник на влашкия воевода Матей Бесараб (1633-1657) , където провежда разговори за съвместни действия против Османската империя. Той и Парчевич обещават българската корона на полско-литовския крал Кажимеж IV, както и да го подкрепен от 40 000 българи-бунтовници.Владислав IV не се ангажира, но е блакослонен към идеята и дори дарява на пратениците свой малък портрет с думите "имайте ме привиден и нарисуван, докато не дойда жив и истински".    През същата година, със същата цел, Соимирович съвместно с архиепископ Петър Богдан посещава последователно австрийския император Фердинанд ІІ, полския крал Сигизмунд ІІІ и влашкия войвода Матей Бесараб (1633-1654). Други източници пък сочат, че това събитие е отнесено към по-следващата (1649) година - смъртта на Владислав отлага плановете, на Соимирович, но не ги променя и пратениците повтарят предложението си пред Ян Кажимеж. Въпреки огромната подкрепа, която получава не само от своите съграждани, но и от влашкия владетел не успява да се пребори с Филип Станиславов, който през 1648 е назначен на Никополски епископ. Две години  по-късно е компенсиран – получава Призренската епископия със седалище в Ново Бърдо (Сърбия).
Продължава да работи за заздравяване на християнското сътрудничество.. Той е в отлични отношения със Сръбския патриарх и Охридския православен архиепископ; пред католическите власти в Рим, които не одобряват тези негови действия, той представя нещата като подготовка за разгръщане на униатска политика. Българските учени, обаче предполагат, че през 50-те години на XVII в. Соимирович е част от антиосмански заговор. През 1656 е назначен за  охридски архиепископ и ръководител на новоучредената Охридска катедра,  което го поставя в странната роля на епископ без паство, тъй като в новата му епархия по това време няма нито един католик. Допълнителни усложнения създават обтегнатите му отношения със Скопския и Призренския епископ. През 60-те години българската католическа мисиия е раздирана от противоречия и личностни вражди и изпада в криза. Симптоматично е, че българските католици не успяват да постигнат съгласие по един толкова съществен въпрос като превръщането на Българската францисканска кустодия в ранг провинция. Именно за да лобира за тази идея през 1660 Соимирович пътува до Рим.  
Организационният колапс в който изпадат българските католически структури достига своя връх със суспендирането от страна на Конгрегацията на вярата на Марцианополския архиепископ Петър Парчевич и на Никополския владика Филип Станиславов.   През 1661 Соймирович поема  управлението на Марцианополската архиепархия. В 1663 г. поел  временно управлението на Никополската католическа епископия на мястото на отстранения Филип Станиславов, до неговата реабилитация около 1673 г. когато последният се върнал начело на епархията си. 
Последните известия за Соимирович са от 1672 когато вече стар и болен той се оплаква в Рим, че от 5 години не е получавал възнаграждението си. Той умира в Чипровци през 1673 г.